# Stagetillus taprobanicus
Stagetillus taprobanicus là một loài nhện trong họ Salticidae.
Loài này thuộc chi Stagetillus. Stagetillus taprobanicus được Eugène Simon miêu tả năm 1902.